# Кугель Вікентій Матвійович
Кугель Вікентій Матвійович (1885—1953) — український фотограф та архітектор, дід Наталі Кугель.

## Біографія
Вінсент Матеушевич Кугеліс народився 6 серпня 1885 поблизу Риги. Навчався у будівельній академії в Санкт-Петербурзі та після її закінчення переїхав до Одеси. У 1912 році проживав в Одесі по вулиці Манежна, 24.
Близько 1913 Вікентій стає членом Одеського фотографічного співтовариства. У цей час Кугель закохується в фотографування та починає робити репортажну, документальну та стріт-зйомку. Протягом свого життя він створив понад 2500 унікальних фотографій, які запечатували життя Одеси. 
У 1920-х роках працював у будівельній організації «Пай-строй», 
Під час Другої світової війни проживав в окупації, але фотографії цього періоду втрачені.
Похований на Другому християнському кладовищі в м. Одеса. Могила відновлена.

## Творчість
Творчість Кугеля відрізняється від творчості інших фотографів свого часу тим, що він зумів вдатися до тонкощів міського життя, яке оживає на фотопластинах. Він є піонером стріт-фотографії, передаючи зміни в Одесі протягом півстоліття через об'єктив своєї камери. Його знімки пронизані любов'ю до родини, міста та його професійної справи. Кугель прагнув зафіксувати, осмислити та відобразити світ навколо себе. Його творчий підхід вражає своєю документальністю, а фотографії різних епох відрізняються значним контрастом між ними.

## Родина
Варвара Діомідівна Гільденбаум (17.12.1888—23.01.1964) — дружина.
Аркадій Вікентійович Кугель (02.08.1916-1999) — син.
Наталія Аркад’ївна Кугель — онучка.

## Пам'ять
У 2017 році Ганною Голубовською та Олександром Якимчуком був знайдений його архів. У 2021 році завдяки старанням одеського мецената Юрія Маслова, була видана книга «Взгляд фотографа», що ілюструє життя Одеси 1913—1953 через погляд Вікентія Кугеля.